# Torso viril I
El Torso viril I es un boceto para escultura realizado en terracota (h 23 cm) y atribuido a Miguel Ángel, datado hacia el 1513 aproximadamente y conservado en la Casa Buonarroti de Florencia. 

## Historia y descripción
La obra se encuentra desde un tiempo no imprecisado en la casa Buonarroti. En los inventarios de finales del siglo XIX  resulta atribuida a Miguel Ángel, como ha confirmado también la mayor parte de la crítica moderna. Charles de Tolnay detectó la alta calidad de la obra, con un acabado mayor frente a los otros bocetos existentes en las colecciones del museo florentino.
Se trata de un cuerpo masculino desnudo, carente de cabeza, piernas y brazos. Una torsión hacia adelante produce una contracción en la musculatura junto con los hombros y el cuello que sugiere un movimiento rotatorio en espiral de la figura. El Torso viril ha sido puesto en relación con un proyecto para una de las Prisiones para el segundo proyecto de la tumba de Julio II.